# Molski delež
Mólski délež, tudi množinski delež (oznaka X), označuje delež molekul posamezne komponente v zmesi in je merilo za merjenje koncentracije. Predstavlja najbolj simetrično predstavitev termodinamskih funkcij zmesi. Za vsako od komponent {\displaystyle i} je molski delež {\displaystyle X_{i}} enak številu molov te komponente {\displaystyle n_{i}}, deljeno s skupnim številom molov v sistemu (n):
{\displaystyle X_{i}\ {\stackrel {\mathrm {def} }{=}}\ {\frac {n_{i}}{n}}={\frac {N_{i}}{N}}\!\,.}
Pri tem velja
{\displaystyle n=\sum _{j}n_{j}\!\,.}
Vsota teče prek vseh komponent, vključno s topilom v primeru raztopine. Kot je razvidno iz definicije, se isto razmerje dobi tudi v primeru, če se vzame število molekul i-te komponente ({\displaystyle N_{i}}) in se ga deli s celotnim številom molekul {\displaystyle N}, saj ju povezuje zveza:
{\displaystyle N_{i}=n_{i}\times N_{A}\!\,.}
Pri tem je {\displaystyle N_{A}} Avogadrovo število. Po definiciji je vsota molskih deležev enaka ena:
{\displaystyle \sum _{i}X_{i}\ {\stackrel {\mathrm {def} }{=}}\ 1\!\,.}
Molski delež je brezrazsežna količina.